# Radu Mihăileanu
Radu Mihaileanu (Bucareste, 23 de abril de 1958) é um cineasta judeu-romeno radicado na França, diretor de "Trem da Vida" (1998), "Um Herói do Nosso Tempo" (2005), "A fonte das mulheres" (2011) entre outros filmes.
Também dirigiu o belíssimo O Concerto, sobre as aventuras de ex-músicos do Teatro Bolshoi de Moscou.

## Filmografia
- 1980 : Les Quatre Saisons (curta metragem)
- 1993 : Trahir
- 1997 : Bonjour Antoine (telefilme)
- 1998 : Train de vie
- 2002 : Les Pygmées de Carlo (telefilme)
- 2005 : Vai e Vive - no final Va, vis et deviens
- 2006 : Vidéo-clip Lettre au père-noël de Patrick Bruel
- 2007 : Opération Moïse (documentário) - Voir Opération Moïse
- 2009 : Le Concert
- 2011 : La Source des femmes